# Nickelodeon (Europa)
Nickelodeon è un canale televisivo per bambini e ragazzi internazionale edito da Paramount Networks EMEAA e lanciato il 1º settembre 1993.
Trasmette in tutta Europa, in Africa, e in Medio Oriente.